# لئون بیرخولک
لئون بیرخولک (انگلیسی: Leon Birkholc؛ ۱۶ آوریل ۱۹۰۴ – ۲۶ آوریل ۱۹۶۸) قایقران روئینگ اهل لهستان بود.
وی در مسابقات کشوری و بین‌المللی در مجموع برندهٔ ۳ مدال برنز شده‌است.